# My Love from the Star
My Love from the Star (en hangul, 별에서 온 그대; romanización revisada, Byeoleseo on geudae) titulada en español como Tú, que viniste de las estrellas y Mi amor de las estrellas, es una serie de televisión surcoreana de fantasía emitida entre 2013-2014. Se basa en un hecho narrado en los anales de la dinastía Joseon, que relata la aparición de un objeto no identificado en la provincia de Gangwon el 6 de septiembre de 1609 que por error deja un hombre que mantiene un romance con una humana.
Está protagonizada por Jeon Ji-hyun, conocida anteriormente por la película Windstruck, Kim Soo-hyun, famoso por Moon Embracing the Sun y Dream High, Park Hae-jin en East of Eden y Yoo In-na de The Greatest Love. Fue trasmitida por Seoul Broadcasting System desde el 18 de diciembre de 2013 hasta el 27 de febrero de 2014, con una longitud de 21 episodios emitidos miércoles y jueves a las 21:55 (KST), obteniendo gran éxito y reconocimiento a nivel mundial.

## Sinopsis
Do Min-joon es un extraterrestre que ha sido dejado por emergencia, después de una expedición en Joseon, ahí conoce el amor al encariñarse de una joven princesa, a quien salva de un accidente, pese a que el destino de ella no es el mejor. Al pasar un tiempo la princesa muere, pero él continua esperando por 400 años que lo rescatasen, repitiéndose la historia de la princesa esta vez con su vecina de edificio, Cheon Song-yi; una celebridad hallyu que posee gran reconocimiento mundial por sus actuaciones en series de televisión, pero considerada torpe y excéntrica.
Al ser vecinos y relacionarse en la universidad, él comienza a involucrarse con ella relacionando la vida de Song-yi con la de la princesa, intuyendo su muerte. Aunque inicialmente a Min-joon le molesta todo de ella, decide no dejarla que muera y en el camino termina enamorándose profundamente, tan solo faltando tres meses para ser rescatado y poniendo en peligro su existencia todo por estar con el amor de su vida.

## Reparto

### Personajes principales
- Jeon Ji-hyun como Cheon Song-yi.
  - Kim Hyun-soo como Song-yi (adolescente).
- Kim Soo-hyun como Do Min-joon.
- Park Hae-jin como Lee Hwi-kyung.
  - Cho Seung-hyun como Hwi-kyung (adolescente).
- Yoo In-na como Yoo Se-mi.
  - Kim Hye-won como Se-mi (adolescente).

### Personajes secundarios
- Shin Sung-rok como Lee Jae-kyung.[3]
- Kim Chang-wan como Jang Young-mok.
- Ahn Jae-hyun como Cheon Yoon-jae.
  - Jeon Jin-seo como Yoon-jae (de joven).
- Na Young-hee como Yang Mi-yeon.
- Oh Sang-jin como Yoo Seok.
- Kim Hee-won como Park Byung-hee.
- Cho Hee Bong como el Presidente Ahn.
- Kim Kang-hyun como Yoon Beom.
- Kim Bo-mi como Min Ah.
- Lee Jung-kil como Lee Beom-joong.
- Lee Il-hwa como Han Sun-young.
- Sung Byung-sook como Hong Eun-ah.
- Um Hyo-sup como Cheon Min-goo.
- Lee Yi-kyung como el secretario de Jae-kyung.
- Cho Se-ho como Cheol Soo.
- Nam Chang-hee como Hyuk.
- Hong Jin-kyung como Hong.

### Apariciones especiales
- Yoo In-young como Han Yoo-ra (ep. 2-4).
- Yoo Joon-sang como  el jefe de sección Yoo (ep. 2-3).
- Serri como actriz secundaria 1 (ep. 3).
- Subin como actriz secundaria 2 (ep. 3).
- Jeon In-taek como el padre de Yi Hwa (ep. 4).
- Lee Geum Joo como la madre de Yi Hwa (ep. 4).
- Jang Hang-joon como un director (ep. 4).
- Kim Saeng-min como un reportero en la boda de Noh Seo-young (ep. 4).
- Park Jung-ah como Noh Seo-young (ep. 4).
- Son Eun-seo como Hwang Jin-yi (ep. 4).
- Kim Su-ro  como Lee Hyung-wook (ep. 5).
- Choi Woong como un fan de Han Yoo-ra (ep. 7).
- Jung Eun-pyo como Yoon Sung-dong (ep. 6) / descendiente de Yoon Sung-dong (ep. 12).
- Park Yeong-gyu como Huh Joon (ep. 11).
- Jo Woo-jin como el asistente de Huh Joon (Era de Joseon).
- Bae Suzy como Ko Hye-mi (ep. 17).
- Yeon Woo-jin como Lee Han-kyung (ep. 18).[4]
- Ryu Seung-ryong como Huh Kyoon (ep. 19).
- Sandara Park como una actriz (ep. 21).
- Kim Won-joon como escolta de Sandara en la alfombra roja (ep. 21).

## Banda sonora
| Disco 1 |                                                                    |                |          |  |
| N.º     | Título                                                             | Artista        | Duración |  |
| 1.      | «My Destiny»                                                       | Lyn            | 3:51     |  |
| 2.      | «별처럼» (Like a Star)                                             | K.Will         | 3:30     |  |
| 3.      | «별에서 온 그대» (My Love from the Star)                           | Younha         | 3:19     |  |
| 4.      | «안녕» (Hello / Goodbye)                                           | Hyolyn         | 3:35     |  |
| 5.      | «I Love You»                                                       | JUST           | 4:00     |  |
| 6.      | «오늘 같은 눈물이» (Tears Like Today)                              | Huh Gak        | 3:45     |  |
| 7.      | «너의 모든 순간» (Every Moment of You)                             | Sung Shi Kyung | 4:00     |  |
| 8.      | «너의 집 앞» (In Front of Your House)                              | Kim Soo Hyun   | 3:41     |  |
| 9.      | «너의 모든 순간 (Piano Ver.)» (Every Moment of Yours (Piano Ver.)) | Sung Shi Kyung | 4:02     |  |

| Disco 2 |                               |                 |          |  |
| N.º     | Título                        | Artista         | Duración |  |
| 1.      | «Man From Star (Cabecera)»    | Varios artistas | 2:11     |  |
| 2.      | «Back to the Present»         | Varios artistas | 5:10     |  |
| 3.      | «Cliff Tension»               | Varios artistas | 4:39     |  |
| 4.      | «Star Bach Comic»             | Varios artistas | 1:37     |  |
| 5.      | «Dark Fantasy»                | Varios artistas | 3:13     |  |
| 6.      | «Past Love»                   | Varios artistas | 3:10     |  |
| 7.      | «Star Comic Pizzicato»        | Varios artistas | 1:26     |  |
| 8.      | «Dream Scenery I»             | Varios artistas | 3:10     |  |
| 9.      | «Dream Scenery II»            | Varios artistas | 4:14     |  |
| 10.     | «Mocha Comic Tension»         | Varios artistas | 1:56     |  |
| 11.     | «Tears In Minuet»             | Varios artistas | 3:12     |  |
| 12.     | «Missing You»                 | Varios artistas | 2:57     |  |
| 13.     | «Beethoven Revolution»        | Varios artistas | 4:00     |  |
| 14.     | «Killing Tension I»           | Varios artistas | 3:07     |  |
| 15.     | «Killing Tension II»          | Varios artistas | 1:42     |  |
| 16.     | «Welcome to Earth»            | Varios artistas | 3:33     |  |
| 17.     | «Stars Comic Tension»         | Varios artistas | 2:08     |  |
| 18.     | «Waltz With Star»             | Varios artistas | 2:06     |  |
| 19.     | «Stars Love Mambo»            | Varios artistas | 1:51     |  |
| 20.     | «Space Love»                  | Varios artistas | 3:36     |  |
| 21.     | «Run Away (Créditos finales)» | Varios artistas | 2:26     |  |

| Especial |                  |              |          |  |
| N.º      | Título           | Artista      | Duración |  |
| 1.       | «약속» (Promise) | Kim Soo Hyun | 4:01     |  |

## Recepción

### Audiencia
En azul la audiencia más baja y en rojo la más alta, correspondientes a las empresas medidoras TNms y AGB Nielsen.
| Ep. #    | Fecha de emisión        | Share        | Share        | Share       | Share       |
| Ep. #    | Fecha de emisión        | TNmS Ratings | TNmS Ratings | AGB Nielsen | AGB Nielsen |
| Ep. #    | Fecha de emisión        | Nacional     | Seúl         | Nacional    | Seúl        |
| -------- | ----------------------- | ------------ | ------------ | ----------- | ----------- |
| 1        | 18 de diciembre de 2013 | 15.5 %       | 19.1 %       | 15.6 %      | 17.0 %      |
| 2        | 19 de diciembre de 2013 | 15.9 %       | 18.5 %       | 18.3 %      | 20.5 %      |
| 3        | 25 de diciembre de 2013 | 17.2 %       | 20.4 %       | 19.4 %      | 21.0 %      |
| 4        | 26 de diciembre de 2013 | 18.4 %       | 20.8 %       | 20.1 %      | 22.1 %      |
| 5        | 1 de enero de 2014      | 21.0 %       | 24.8 %       | 22.3 %      | 25.3 %      |
| 6        | 2 de enero de 2014      | 22.8 %       | 28.2 %       | 24.6 %      | 27.8 %      |
| 7        | 8 de enero de 2014      | 22.1 %       | 27.0 %       | 24.1 %      | 26.6 %      |
| 8        | 9 de enero de 2014      | 22.9 %       | 29.1 %       | 24.4 %      | 27.4 %      |
| 9        | 15 de enero de 2014     | 21.8 %       | 26.2 %       | 23.1 %      | 25.4 %      |
| 10       | 16 de enero de 2014     | 22.7 %       | 28.3 %       | 24.4 %      | 27.1 %      |
| 11       | 22 de enero de 2014     | 23.3 %       | 28.1 %       | 24.5 %      | 26.8 %      |
| 12       | 23 de enero de 2014     | 24.6 %       | 29.0 %       | 26.4 %      | 28.2 %      |
| 13       | 29 de enero de 2014     | 24.3 %       | 27.5 %       | 24.8 %      | 26.1 %      |
| 14       | 5 de febrero de 2014    | 25.1 %       | 30.7 %       | 25.7 %      | 27.8 %      |
| 15       | 6 de febrero de 2014    | 24.5 %       | 28.7 %       | 25.9 %      | 27.7 %      |
| 16       | 12 de febrero de 2014   | 23.3 %       | 28.0 %       | 25.7 %      | 28.1 %      |
| 17       | 13 de febrero de 2014   | 25.6 %       | 29.8 %       | 27.0 %      | 29.5 %      |
| 18       | 19 de febrero de 2014   | 25.9 %       | 30.8 %       | 27.4 %      | 29.9 %      |
| 19       | 20 de febrero de 2014   | 26.0 %       | 29.9 %       | 26.7 %      | 29.1 %      |
| 20       | 26 de febrero de 2014   | 24.5 %       | 29.3 %       | 26.0 %      | 28.0 %      |
| 21       | 27 de febrero de 2014   | 28.1 %       | 33.2 %       | 28.1 %      | 29.6 %      |
| Promedio | Promedio                | 22.64 %      | 27.02 %      | 24.02 %     | 26.24 %     |
| *        | 7 de febrero de 2014    | 8.2 %        | 9.4 %        | 10.0 %      | 11.5 %      |

### Premios y nominaciones
| Año  | Premio                                            | Categoría                                  | Nominado              | Resultado |
| ---- | ------------------------------------------------- | ------------------------------------------ | --------------------- | --------- |
| 2014 | 50th Baeksang Arts Awards                         | Gran Premio (Daesang) para la televisión   | Jun Ji Hyun           | Ganadora  |
| 2014 | 50th Baeksang Arts Awards                         | Mejor drama                                | My Love from the Star | Nominados |
| 2014 | 50th Baeksang Arts Awards                         | Mejor director (TV)                        | Jang Tae Yoo          | Nominado  |
| 2014 | 50th Baeksang Arts Awards                         | Mejor actor (TV)                           | Kim Soo Hyun          | Nominado  |
| 2014 | 50th Baeksang Arts Awards                         | Mejor actriz (TV)                          | Jun Ji Hyun           | Nominada  |
| 2014 | 50th Baeksang Arts Awards                         | Mejor guion (TV)                           | Park Ji Eun           | Nominada  |
| 2014 | 50th Baeksang Arts Awards                         | Actor más popular (TV)                     | Kim Soo Hyun          | Nominado  |
| 2014 | 50th Baeksang Arts Awards                         | Actor más popular (TV)                     | Park Hae Jin          | Nominada  |
| 2014 | 50th Baeksang Arts Awards                         | Actriz más popular (TV)                    | Jun Ji Hyun           | Nominada  |
| 2014 | 50th Baeksang Arts Awards                         | Mejor banda sonora                         | My Destiny por Lyn    | Ganadora  |
| 2014 | 20th Shanghai Television Festival Magnolia Awards | Premio de Plata, Mejor serie de televisión | My Love from the Star | Ganadores |
| 2014 | 9th Seoul International Drama Awards              | Mejor actor                                | Kim Soo Hyun          | Ganador   |
| 2014 | 9th Seoul International Drama Awards              | Mejor actriz                               | Jun Ji Hyun           | Ganadora  |
| 2014 | 9th Seoul International Drama Awards              | Premio por elección popular (Corea)        | Jun Ji Hyun           | Cancelada |
| 2014 | 9th Seoul International Drama Awards              | Premio por elección popular (Corea)        | Kim Soo Hyun          | Ganador   |

## Emisión internacional
- Argentina: Telefe (2016).[14]
- Brunéi: One TV (2013-2014)
- Costa Rica: Teletica (2016).
- Camboya: CTN.
- Chile: ETC (2018-2019).
- China: Anhui Television (2016).
- Ecuador: Teleamazonas (2016, 2017, 2022).[15][16]
- Estados Unidos: Sky Link TV (2014) y Pasiones TV (2015).[17]
- Filipinas: GMA Network.[18]
- Hong Kong: TVB (2014), TVB Window (2014), J2 (2014) y CETV (2014).
- India: Puthuyugam TV.
- Indonesia: One TV Asia y RCTI.
- Israel: Viva Platina.
- Japón: NHK G, BS-Japan (2015) y TV Tokyo (2015).
- Kazajistán: NTK.
- Kurdistán iraquí: WAAR TV HD.
- Malasia: One TV (2013-2014), Astro (2015) y 8TV (2015).
- Myanmar: Myanmar Television y Skynet (2014).
- El Salvador: Tv Impacto Canal 77 Usulután (2017).
- Perú: Panamericana , Willax (2019, 2020).
- Rumanía: Euforia Lifestyle TV.
- Singapur: Singtel TV, Mio TV (2014) y Channel U (2015).
- Sri Lanka: Sirasa TV
- Tailandia: Channel 7 (2014).
- Taiwán: Videoland Drama (2014), CTV (2014), Elta TV (2014-2015) y HGTV (2016).
- Vietnam: HTV3 (2014).

Guatemala 2015
- Paraguay: Telefuturo (2017). Latele (2020)

## Adaptaciones
- Indonesia: Kau Yang Berasal Dari Bintang (RCTI, 2014).
- Filipinas: My Love from the Star (GMA Network, 2017).[19]
- Tailandia: Likit Ruk Karm Duang Dao (Channel 3, 2019)
- Japón: Hoshi Kara Kita Anata (Amazon Prime Video, 2022)